# الكسندر كيلي
الكسندر كيلي (بالإنجليزية: Alexander Kelly)‏ هو جندي أمريكي، ولد في 7 أبريل 1840 في بنسيلفانيا في الولايات المتحدة، وتوفي في 19 يونيو 1907.